# Zahrádka (okres Třebíč)
Zahrádka (německy Zahradka, Sachradka) je obcí v okrese Třebíč v Kraji Vysočina. Leží východně od města Třebíče, asi 5 km severozápadně od Náměště nad Oslavou. Žije zde 141 obyvatel. Součástí obce je i místní část Častotice. Obec leží na severním okraji geomorfologického celku Znojemská pahorkatina.
Sousedními obcemi sídla jsou Ocmanice, Čikov, Pyšel, Naloučany, Okarec a Studenec.

## Historie
První písemná zmínka o obci pochází z roku 1353. V tomto roce bylo zmíněno, že Přibka z Vanče postoupila Zahrádku a Častotice synům, po jejich smrti pak byly tyto vesnice darovány Janovi z Meziříčí. V roce 1398 byly vesnice prodány Jindřichem z Meziříčí Mikuláši ze Sedlce, později však byla Lackem z Kravař opět vrácena do meziříčského panství. V roce 1437 bylo rozděleno panství meziříčské a náměšťské a Zahrádka připadla do náměšťského panství. Stejný osud měly i blízké Častotice. V roce 1437 jsou už vesnice jmenovány jakou součást náměšťského panství, které v témže roce zakoupil Mstěj ze Švamberka, posléze během následujících asi padesáti let probíhalo mnoho sporů o majetek v panství, kdy následně až kolem roku 1481 scelili panství páni z Lomnice. 
V roce 1481 zdědil Zahrádku i Častotice Štěpán z Lomnice a Náměště, v polovině 16. století se Bedřich ze Žerotína stal majitelem obou vesnic, neboť si vzal dceru Jana z Lomnice. V roce 1628 zakoupil náměšťské panství a obě vesnice Albrecht kníže Frýdlantský a Zaháňský, následně pak předal tyto nabyté majetky Janu Křtiteli Verdovi z Verdenberka. Po třicetileté válce se Verdenberkové zadlužili a pronajali celé náměšťské panství Josefu Kryštofovi Šarerovi z Friseneku, následně se vesnice vrátily do rukou Janovi Filipovi z Verdenberka. Jeho syn zemřel předčasně a tak po něm panství zdědil Václav Adrian z Enckevoirtu, po něm pak část panství zdědila Marie Františka Koloničová a další část pravnučky Kamily z Verdenberka. V roce 1743 pak panství zakoupila Františka z Kufštejna, manželé z Kufštejna však brzy zemřeli a roku 1752 zakoupil panství Bedřich Vilém z Haugvic a Biskupic, Haugvicové vlastnili panství až do roku 1945.
Do roku 1849 patřila Zahrádka do náměšťského panství, od roku 1850 patřila do okresu Moravský Krumlov, pak od roku 1868 do okresu Třebíč, mezi lety 1949 a 1960 do okresu Velká Bíteš a od roku 1960 do okresu Třebíč. Mezi lety 1850 a 1894 patřila Zahrádka pod Náměšť nad Oslavou a mezi lety 1980 a 1990 byla obec začleněna pod Pyšel, následně se obec osamostatnila.
| Rok            | 1869 | 1880 | 1890 | 1900 | 1910 | 1921 | 1930 | 1950 | 1961 | 1970 | 1980 | 1991 | 2001 | 2022 |
| Počet obyvatel | 232  | 232  | 234  | 262  | 232  | 227  | 229  | 186  | 203  | 172  | 164  | 141  | 128  | 148  |

## Politika

### Místní zastupitelstvo
V letech 2006–2010 působil jako starosta Stanislav Válal, od roku 2010 do roku 2014 tuto funkci zastával Josef Sysel, od roku 2014 do roku 2022 byl starostou Jiří Vlček, od roku 2022 vykonává funkci starosty obce Tomáš Rous. V dubnu roku 2012 proběhlo v obci Zahrádka referendum o změnách obecních symbolů.

### Volby do Poslanecké sněmovny
|       | 2006               | 2010               | 2013               | 2017               | 2021               |
| ----- | ------------------ | ------------------ | ------------------ | ------------------ | ------------------ |
| 1.    | ČSSD (32,5 %)      | KSČM (21,42 %)     | ANO 2011 (28,76 %) | ANO (40,84 %)      | ANO (41,97 %)      |
| 2.    | ODS (25,0 %)       | VV (14,28 %)       | KSČM (21,91 %)     | SPD (14,08 %)      | SPOLU (18,51 %)    |
| 3.    | KDU-ČSL (20,0 %)   | TOP 09 (14,28 %)   | ČSSD (16,43 %)     | KSČM (12,67 %)     | SPD (16,04 %)      |
| účast | 74,77 % (80 z 107) | 63,06 % (70 z 111) | 67,26 % (76 z 113) | 67,29 % (72 z 107) | 69,23 % (81 z 117) |

### Volby do krajského zastupitelstva
|      | 1.                 | 2.                       | 3.                    | účast              |
| ---- | ------------------ | ------------------------ | --------------------- | ------------------ |
| 2000 | 4KOALICE (32,43 %) | SV (21,62 %)             | SNK (18,91 %)         | 38 % (38 z 100)    |
| 2004 | KSČM (32,35 %)     | KDU-ČSL (23,52 %)        | ODS (17,64 %)         | 32,38 % (34 z 105) |
| 2008 | ČSSD (27,77 %)     | ODS (19,44 %)            | SNK ED (11,11 %)      | 33,94 % (37 z 109) |
| 2012 | KSČM (24,24 %)     | ČSSD (18,18 %)           | KDU-ČSL (18,18 %)     | 33,93 % (38 z 112) |
| 2016 | KDU-ČSL (18,86 %)  | ANO 2011 (18,86 %)       | KSČM (16,98 %)        | 46,09 % (53 z 115) |
| 2020 | ANO (32,43 %)      | KDU-ČSL (18,91 %)        | SPD (16,21 %)         | 32,17 % (37 z 115) |
| 2024 | ANO (40 %)         | ČSNS+KSČM+ČSSD (17,77 %) | STAN+SNK ED (13,33 %) | 39,66 % (46 z 116) |

### Prezidentské volby
V prvním kole prezidentských voleb v roce 2013 první místo obsadil Miloš Zeman (24 hlasů), druhé místo obsadil Jan Fischer (14 hlasů) a třetí místo obsadil Jiří Dienstbier (10 hlasů). Volební účast byla 68,75 %, tj. 77 ze 112 oprávněných voličů. V druhém kole prezidentských voleb v roce 2013 první místo obsadil Miloš Zeman (46 hlasů) a druhé místo obsadil Karel Schwarzenberg (23 hlasů). Volební účast byla 62,50 %, tj. 70 ze 112 oprávněných voličů.
V prvním kole prezidentských voleb v roce 2018 první místo obsadil Miloš Zeman (54 hlasů), druhé místo obsadil Jiří Drahoš (16 hlasů) a třetí místo obsadil Pavel Fischer (6 hlasů). Volební účast byla 71,93 %, tj. 82 ze 114 oprávněných voličů. V druhém kole prezidentských voleb v roce 2018 první místo obsadil Miloš Zeman (64 hlasů) a druhé místo obsadil Jiří Drahoš (27 hlasů). Volební účast byla 79,82 %, tj. 91 ze 114 oprávněných voličů.
V prvním kole prezidentských voleb v roce 2023 první místo obsadil Andrej Babiš (56 hlasů), druhé místo obsadil Petr Pavel (10 hlasů) a třetí místo obsadil Pavel Fischer (8 hlasů). Volební účast byla 77,97 %, tj. 91 ze 118 oprávněných voličů. V druhém kole prezidentských voleb v roce 2023 první místo obsadil Andrej Babiš (64 hlasů) a druhé místo obsadil Petr Pavel (36 hlasů). Volební účast byla 85,47 %, tj. 100 ze 117 oprávněných voličů.

## Pamětihodnosti
- Kaple sv. Cyrila a Metoděje

## Osobnosti
- Jaroslav Hůlka (1893–1958), lékař
- Jan Jelínek (1885–1942), odbojář

## Galerie

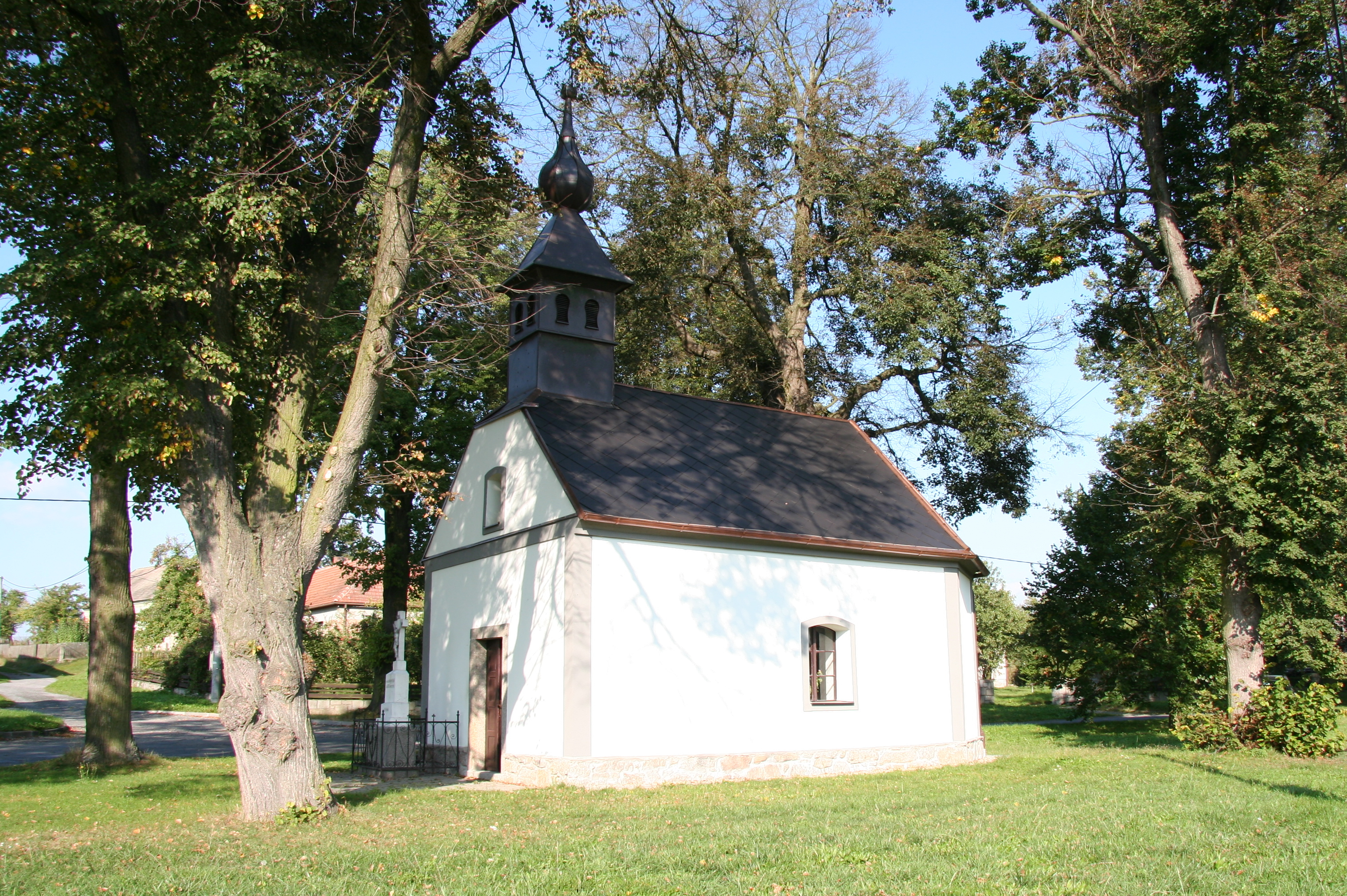
Exteriér kaple
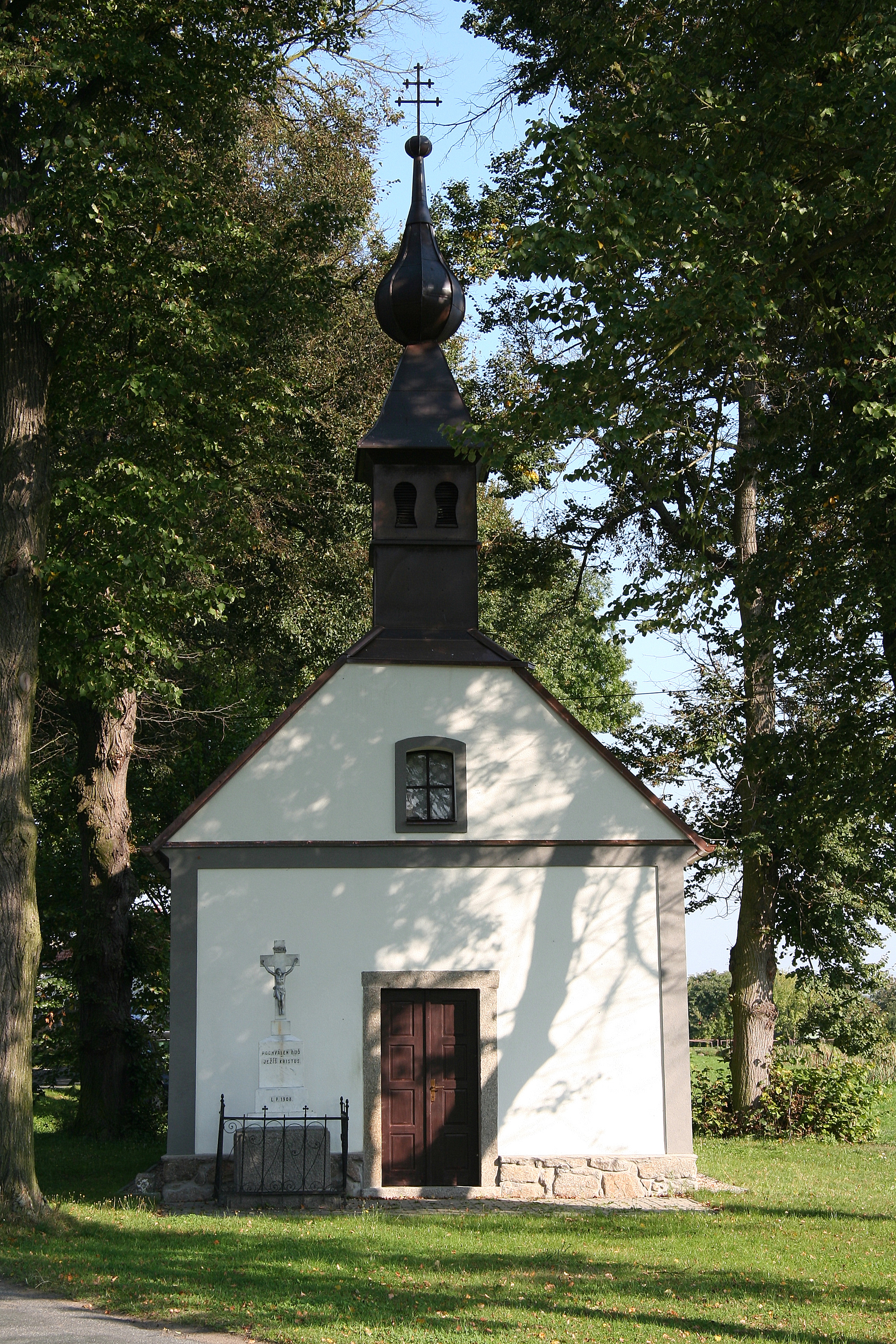
Exteriér kaple
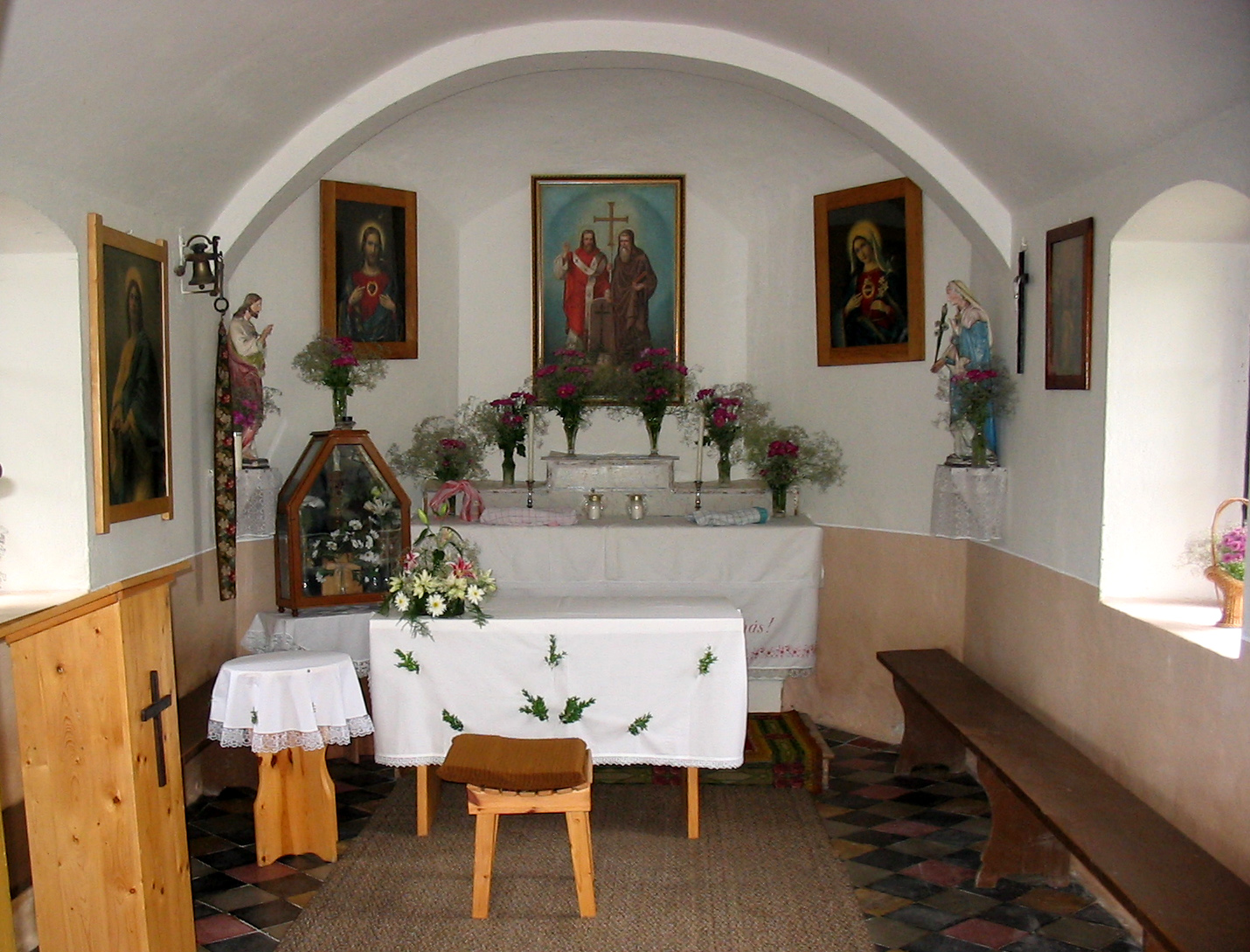
Interiér kaple